# Чавдар, Айхан
Айхан Окчуоглу Чавдар (тур. Ayhan Okçuoğlu Çavdar, 12 августа 1930, Адана — 24 июня 2019, Анкара) — турецкий врач и учёный, основательница турецкой педиатрической онкологии и гематологии и первый президент Академии наук Турции.

## Биография
Родилась 12 августа 1930 года в Адане. Окончила женский лицей Эренкёй, затем в 1953 году медицинский лицей при Анкарском университете. В 1958 году — резидентуру в области педиатрии. После этого изучала педиатрическую гематологию и онкологию в Вашингтонском университете. В 1961 году вернулась в Турцию, после этого создала при Анкарском университете первые в Турции отделения по изучению педиатрической гематологии и онкологии.
Умерла 24 июня 2019 года в Анкаре.